# Renault RE50
El Renault RE50 fue el monoplaza de Fórmula 1 con el que el equipo Renault compitió en el Campeonato Mundial de Fórmula 1 de 1984. El coche fue conducido por el francés Patrick Tambay y el británico Derek Warwick , que se unieron al equipo procedentes de Ferrari y Toleman respectivamente; un tercer coche fue inscrito en la última carrera del año en Portugal para el piloto de pruebas Philippe Streiff. Los mejores resultados fueron tres segundos puestos y dos terceros puestos, lo que lo convirtió en el primer coche de Renault de Fórmula 1 en no ganar un Gran Premio en una temporada desde el RS01 en 1978.

## Historia
El RE50 se esperaba que el coche fuera tan competitivo en manos del dos veces ganador de Grandes Premios Tambay y del altamente calificado Warwick como lo había sido el RE40 cuando lo condujo Alain Prost a cuatro victorias en 1983. Si bien el coche fue rápido desde el principio, tuvo algunos problemas que el equipo y los pilotos no pudieron superar. Se decía que el motor turbo Renault EF4 era potente, pero generalmente el consumo de combustible era demasiado alto para que cualquiera de los pilotos pudiera luchar por más del segundo o tercer lugar en la mayoría de las carreras. Este problema afectó a otros coches con motor Renault, como el Lotus 95T, diseñado por el ex diseñador de Renault Gérard Ducarouge, que se había unido a Lotus en 1984. En 1984, los coches de Fórmula Uno se limitaron a un máximo de 220 litros de combustible por carrera, y el reabastecimiento de combustible de 1983 ahora estaba prohibido; El equipo francés nunca superó ese problema a pesar de un nuevo y emocionante dispositivo electrónico de control de combustible. El otro problema principal era que la carrocería del coche era algo frágil, aunque estaba hecha de fibra de carbono más resistente que el aluminio tradicional. Esta fragilidad hizo que Warwick se lesionara las piernas en accidentes tanto en Dijon como en Mónaco, mientras que Tambay sufrió una fractura en la pierna izquierda después de chocar contra el coche ya accidentado de Warwick en la primera curva de la carrera en Mónaco. Ambos pilotos resultaron heridos como resultado de que los brazos de suspensión de sus coches atravesaran el monocasco de fibra de carbono.

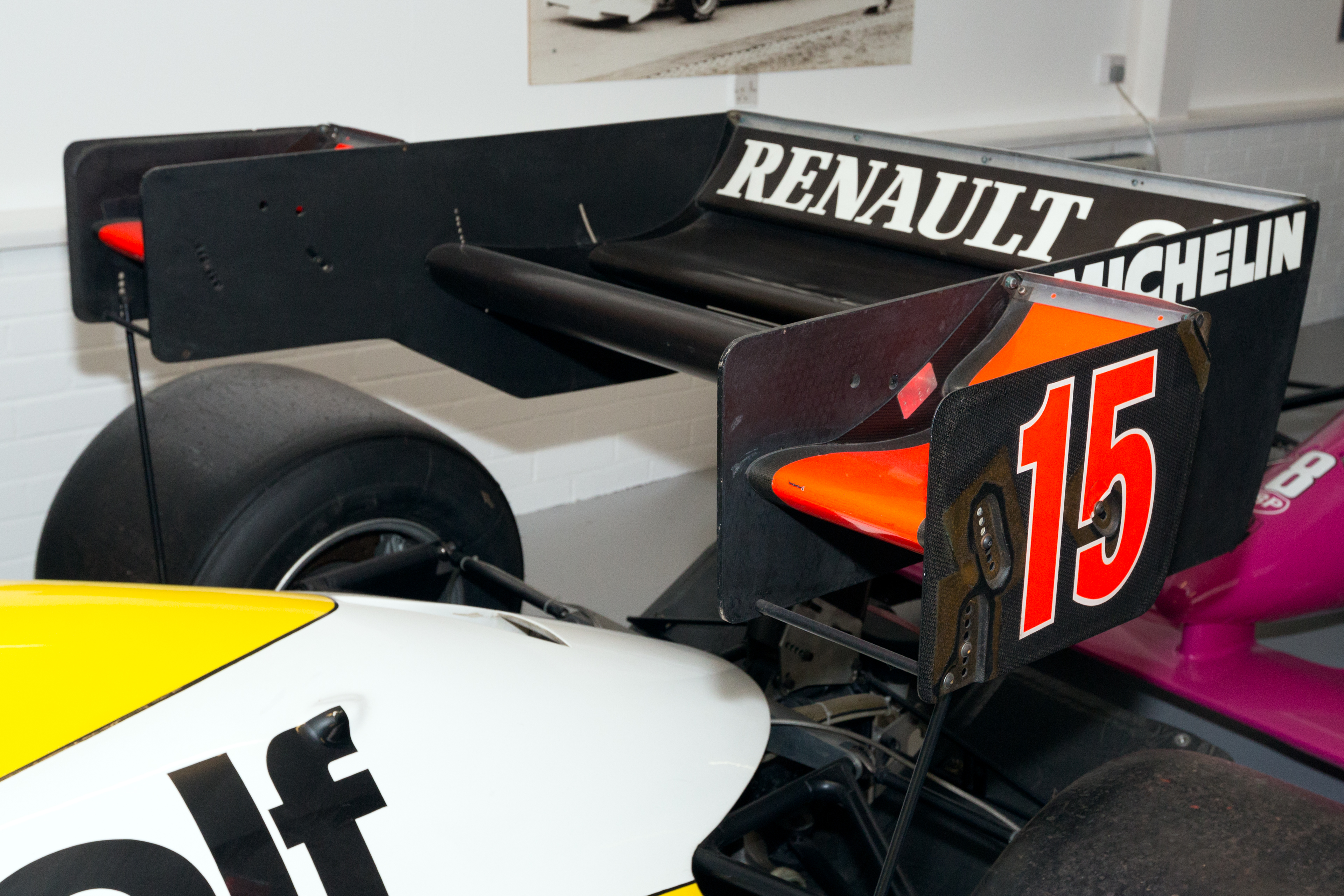
Vista del alerón trasero del RE50.

Durante la temporada, Warwick logró cinco puntos (dos segundos, dos terceros y un cuarto) y Tambay cuatro (un segundo, dos quintos y un sexto). Warwick terminó séptimo en el Campeonato de Pilotos con 23 puntos, mientras que Tambay terminó undécimo con 11; los 34 puntos combinados colocaron a Renault en quinto lugar en el Campeonato de Constructores. Además, ambos pilotos marcaron una vuelta rápida en carrera cada uno, mientras que Tambay logró la única pole position del equipo de la temporada en su carrera de casa en Francia, liderando más de la mitad de la carrera antes de terminar segundo, detrás del McLaren - TAG de Niki Lauda.